# Claudio Gentile
Claudio Gentile (ur. 27 września 1953 w Tripolisie) – włoski piłkarz i trener piłkarski, jako zawodnik grał na pozycji środkowego obrońcy.
Był kluczowym zawodnikiem kadry Włoch na mistrzostwach świata w 1982 oraz jednym z najważniejszych piłkarzy Juventusu Turyn w tamtym okresie. Gentile był znany z twardej, nieraz brutalnej gry. Gdy krytykowano go za faule popełnione na Diegu Maradonie podczas mistrzostw świata w 1982, odpowiedział: Futbol nie jest dla baletnic. Styl Gentile kontrastował z pełną gracji i zgodną z zasadami fair play grą jego partnera z Juventusu i reprezentacji Włoch, Gaetana Scirei, jednak obydwaj tworzyli trudną do przejścia zaporę, przyczyniając się w dużym stopniu do sukcesów swojego klubu i drużyny narodowej w latach 80.

## Kariera
W 1973 Claudio Gentile podpisał kontrakt z Juventusem. W ciągu dziesięciu lat sześciokrotnie sięgał po mistrzostwo Włoch. Z drużyną „Starej Damy” zdobył także Puchar UEFA, Puchar Zdobywców Pucharów oraz dwukrotnie Puchar Włoch.

## Sukcesy
- 6 razy mistrzostwo Włoch (1975, 1977, 1978, 1981, 1982, 1984)
- 2 Puchary Włoch (1979, 1983)
- 1 Puchar zdobywców pucharów (1984)
- 1 Puchar UEFA (1977)
- 1 Mistrzostwo Świata (1982)